# Midnight Café
 Midnight Café – trzeci studyjny album brytyjskiego zespołu pop rockowego Smokie, który ukazał się w Wielkiej Brytanii 9 kwietnia 1976 nakładem wytwórni RAK Records pod numerem SRAK 520. Z płyty tej pochodzą trzy promowane single "Something’s Been Making Me Blue" (RAK 227), „Wild Wild Angels” (RAK 233) i "I’ll Meet You At Midnight” (RAK 241).
W Niemczech album utrzymywał się przez jeden tydzień na 6. miejscu najlepiej sprzedających się płyt, natomiast najwyższa pozycja na amerykańskiej Billboard 200 to miejsce 173.

## Lista utworów
| #  | Tytuł                               | Autorzy                                    | Czas |
| -- | ----------------------------------- | ------------------------------------------ | ---- |
| A1 | "Something’s Been Making Me Blue"   | Nicky Chinn, Mike Chapman                  | 2:59 |
| A2 | "Wild Wild Angels"                  | Chinn, Chapman                             | 3:55 |
| A3 | "Poor Lady (Midnight Baby)"         | Chris Norman, Pete Spencer                 | 4:41 |
| A4 | "When My Back Was Against the Wall" | Norman, Spencer                            | 3:34 |
| A5 | "Make Ya Boogie"                    | Alan Silson, Norman, Spencer, Terry Uttley | 5:12 |
| B1 | "Stranger"                          | Chinn, Chapman                             | 4:40 |
| B2 | "What Can I Do"                     | Silson                                     | 3:35 |
| B3 | "Little Lucy"                       | Norman, Spencer                            | 3:44 |
| B4 | "Going Home"                        | Norman, Spencer                            | 7:32 |
| B5 | "I’ll Meet You at Midnight"         | Chinn, Chapman                             | 3:14 |

## Twórcy
- Chris Norman – śpiew, chórki, gitara akustyczna, gitara elektryczna, fortepian
- Terry Uttley – gitara basowa, chórki
- Pete Spencer – perkusja, instrument perkusyjne, chórki
- Alan Silson – gitara prowadząca, gitara akustyczna, chórki, śpiew w „What Can I Do” i „Train Song”